# Ориньякская культура
Ориньякская культура — археологическая культура кроманьонцев раннего этапа позднего палеолита. Названа по раскопкам в пещере Ориньяк (Aurignac) в департаменте Верхняя Гаронна (Франция). Впервые выделена в начале XX века.

## Генетические связи
Ориньякская культура впервые обнаружена во Франции, но её следы найдены и в других районах Западной и Центральной Европы, где она датируется радиоуглеродным методом 42—19 тыс. лет до н. э., сменяет мустьерскую культуру неандертальцев, сосуществует с перигорской и сменяется солютрейской культурой. Текущие данные подтверждают заселение Европы с востока на запад, начавшееся ∼46 тыс. лет назад на Балканском полуострове в Бачо Киро. Современные люди распространялись вверх по Дунаю и вдоль кромки Средиземного моря в течение относительно короткого периода. В какой-то момент, около 43—42 тыс. калиброванных лет назад, варианты начального верхнего палеолита объединились в ориньякский технокомплекс, синхронно распространяющийся по всей Евразии.
Существуют следующие версии происхождения ориньякской культуры:
1. из предориньяка (ближневосточного варианта мустье);
2. из мустье Ла-Кина.

Артефакты ориньякской культуры из пещеры Бахондильо (Bajondillo Cave) (Ма́лага, Андалусия) свидетельствуют о том, что человек современного типа жил на юге Иберии 44 тыс. лет назад. Находки в ходе археологических раскопок в Виллендорфе (Австрия), включая более позднюю «Виллендорфскую Венеру» показывают, что человек современного типа ориньякской культуры появился там около 43,5 тыс. лет назад и, возможно, контактировал с последними неандертальцами. Изучение зубов из пещеры Манот, датирующихся возрастом 38 тыс. лет назад, показало, что представители ориньякской культуры прибыли в Левант из Европы около 40 тыс. лет назад.

## Артефакты

Ориньякские стоянки в Европе

Ориньякская культура в широком смысле слова представлена в ряде стран Западной и Центральной Европы, на территории Леванта. Для ориньякской культуры характерны кремнёвые пластины с ретушью и выемками по краям, скребки, нуклевидные орудия, довольно развитая обработка кости (в частности, костяные наконечники копий с рассечённым основанием), остатки долговременных жилищ и относительно развитое изобразительное искусство. В это время начинают появляться первые произведения первобытного искусства, которыми являются Венера Гальгенбергская, схематичные контурные рисунки звериных голов, обычно выполняемые на известняковых плитах, найденные в пещерах Франции Ла-Ферраси. Также интересны рельефы, высеченные на плитах известняка, найденные в пещерах Лоссель во Франции. На одной из таких плит изображён охотник, бросающий копье, на других — женщины, остальные же заняты изображениями зверей, на которых охотятся. Древнейшие лунные календари (костяная пластина из Абри Бланшар) и изображения созвездий известны из пещер Франции и Германии. Наборы знаков на костях и рогах животных, на мелких кусках камня, а иногда и на стенах пещер, представляют собой наборы полумесяцев или линий в виде Змеиного узора. Древнейшие наскальные рисунки из Абри Бланшар (nl:Abri Blanchard), Абри Селье (Abri Cellier) и Абри-Кастанет (fr:Abri Castanet) во Франции датируются возрастом ок. 38 тыс. лет назад.
На ориньякской стоянке кроманьонцев в Ле-Руа на юго-западе Франции нашли челюсть неандертальца со следами резания, а зубы с неё могли быть использованы для изготовления ожерелья. Фернандо Роцци из Национального центра научных исследований в Париже считает, что ориньякцы неандертальца съели. Однако другой соавтор статьи, Франческо д’Эррико из Института предыстории в Бордо, допускает, что челюстная кость была просто найдена людьми, а зубы они использовали для изготовления ожерелья.

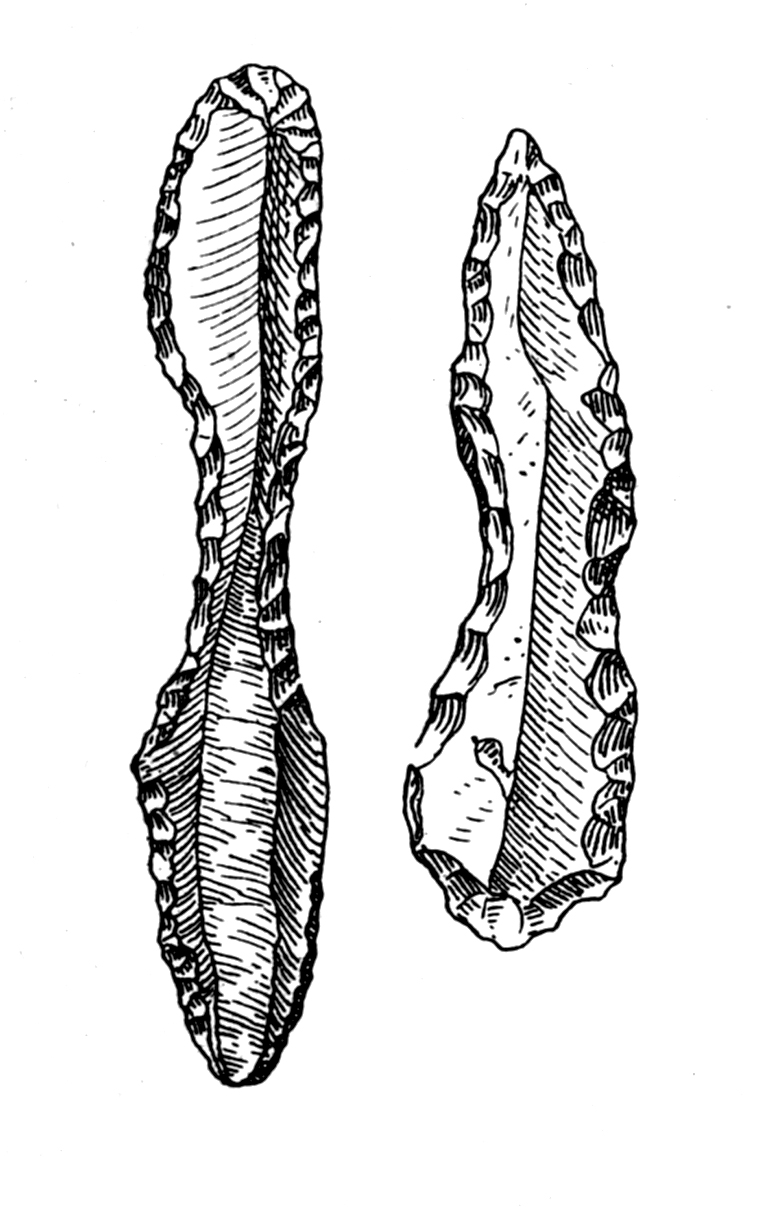
Ориньякские скребки
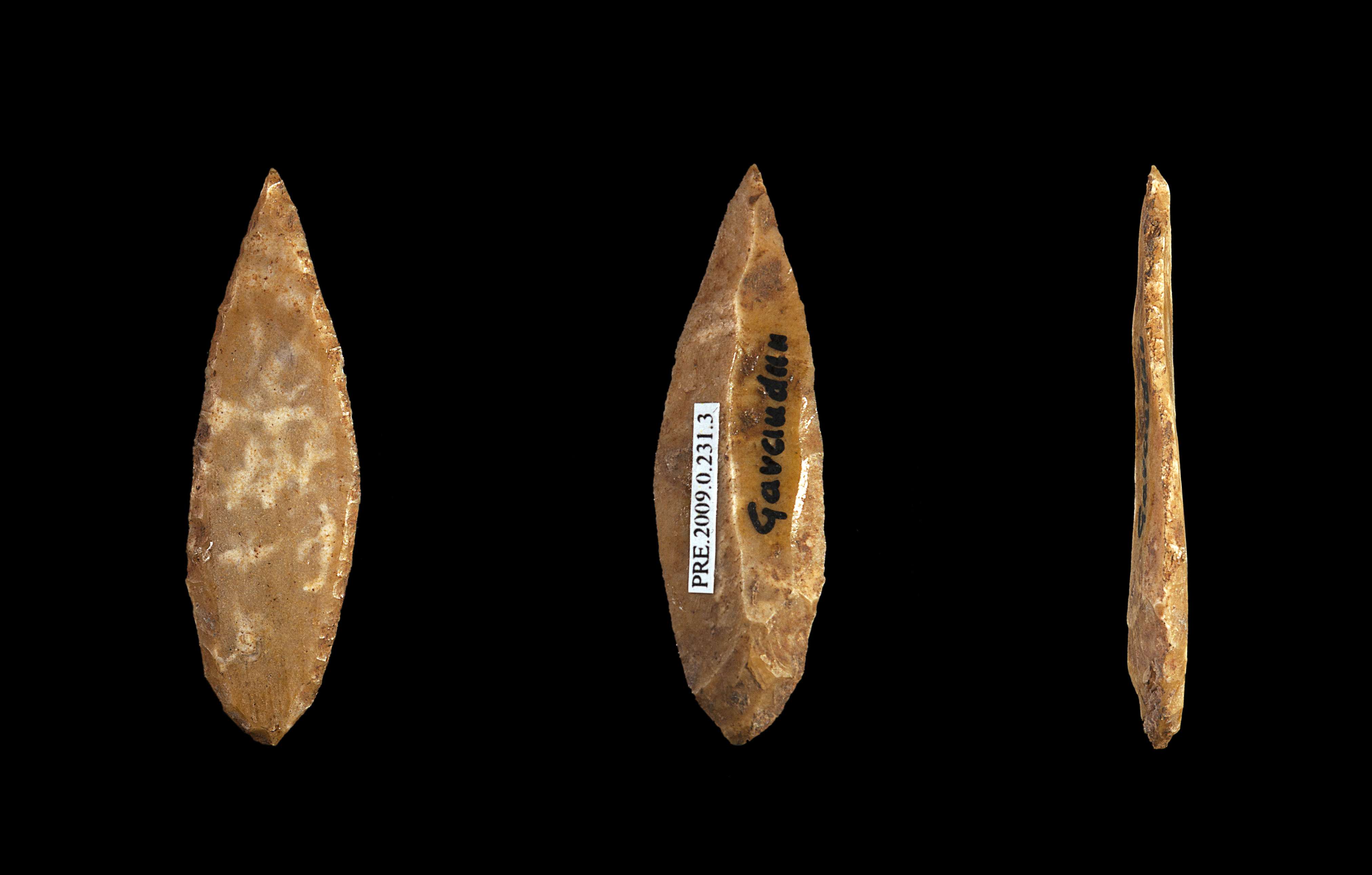
Дюфурский скребок
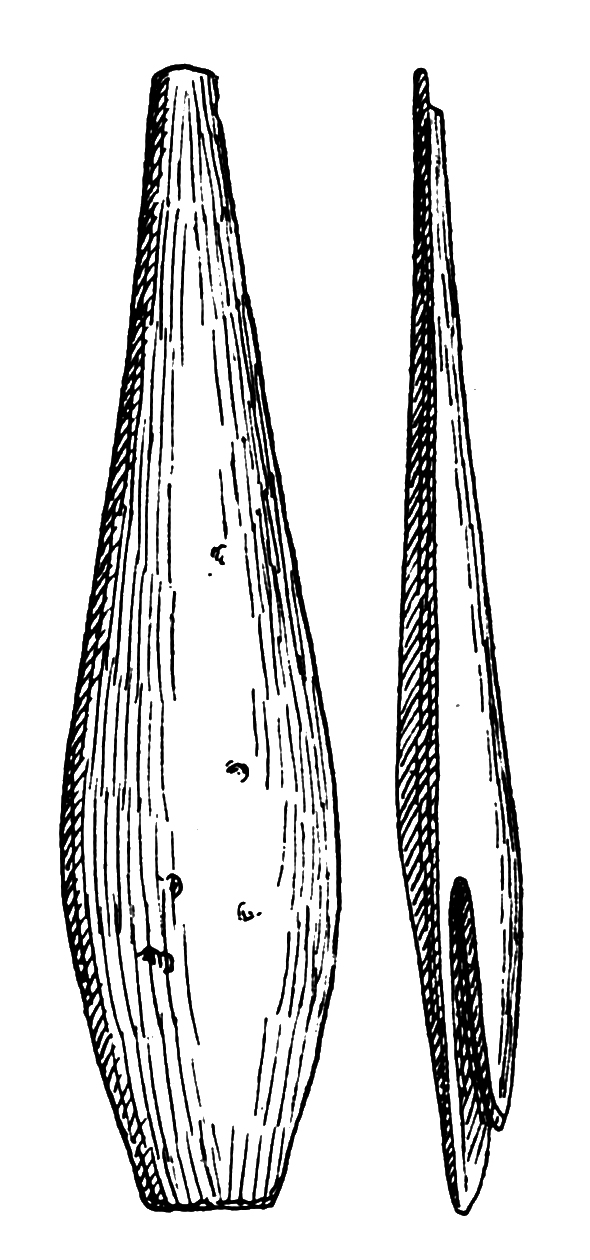
Костяной наконечник
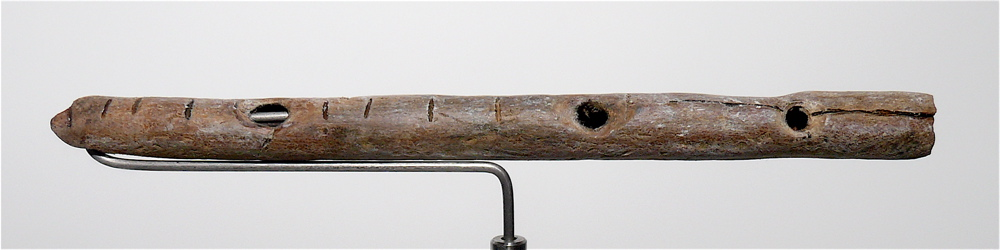
Костяная флейта
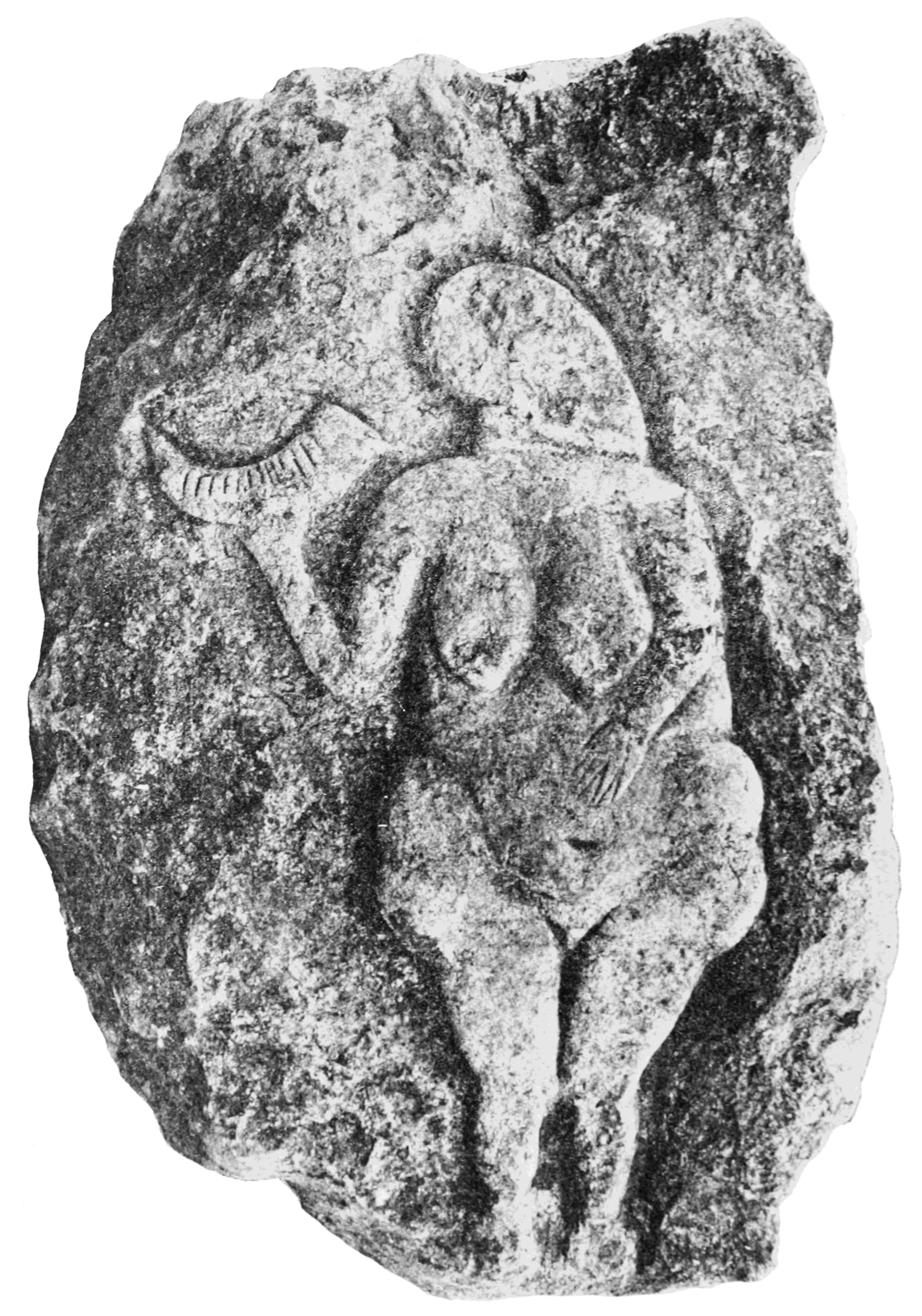
Женщина с рогом. Рельеф из Лосселя. Известняк. Высота около 0,5 м. Верхний палеолит, Ориньякское время.
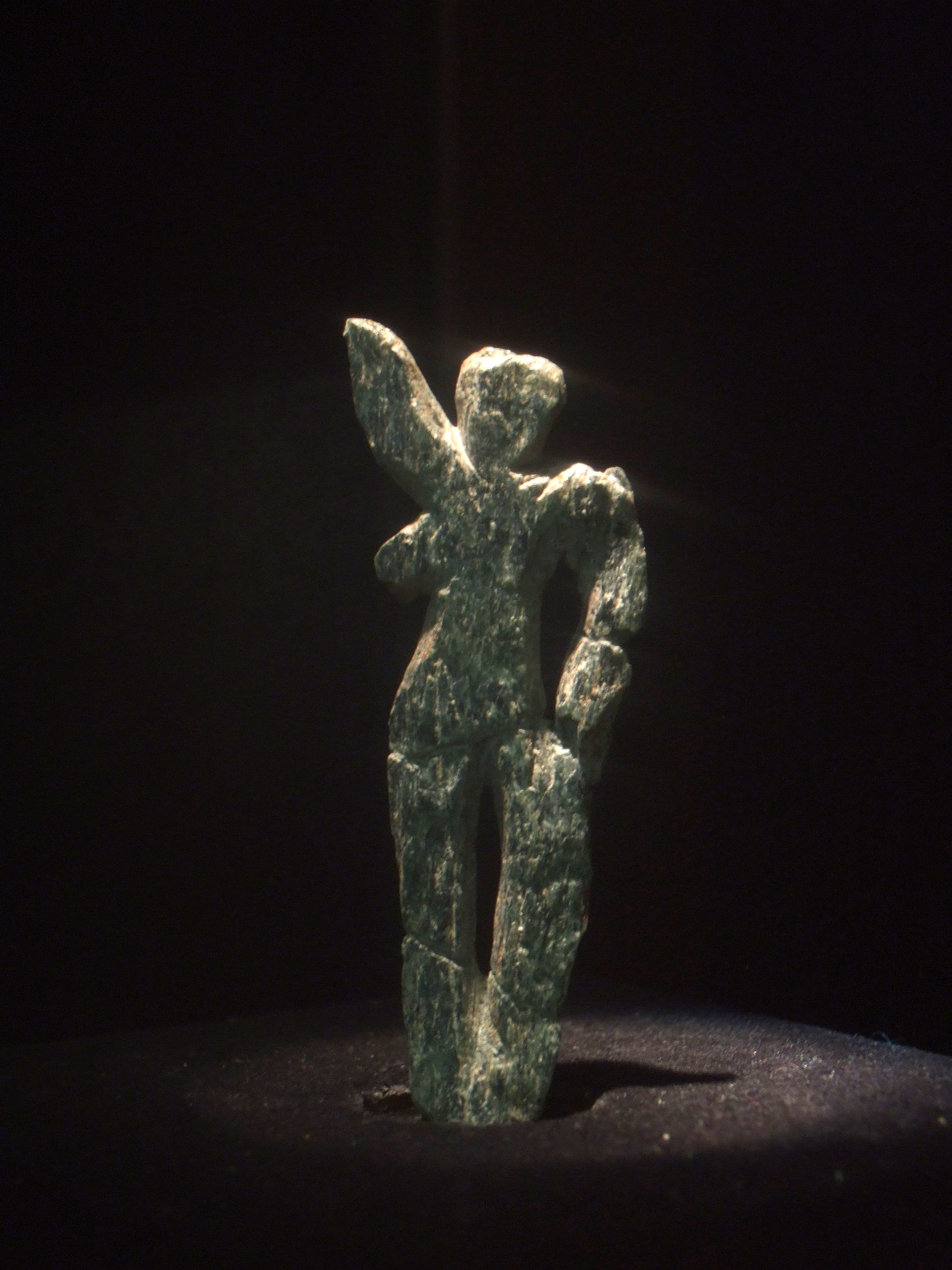
Венера Гальгенбергская
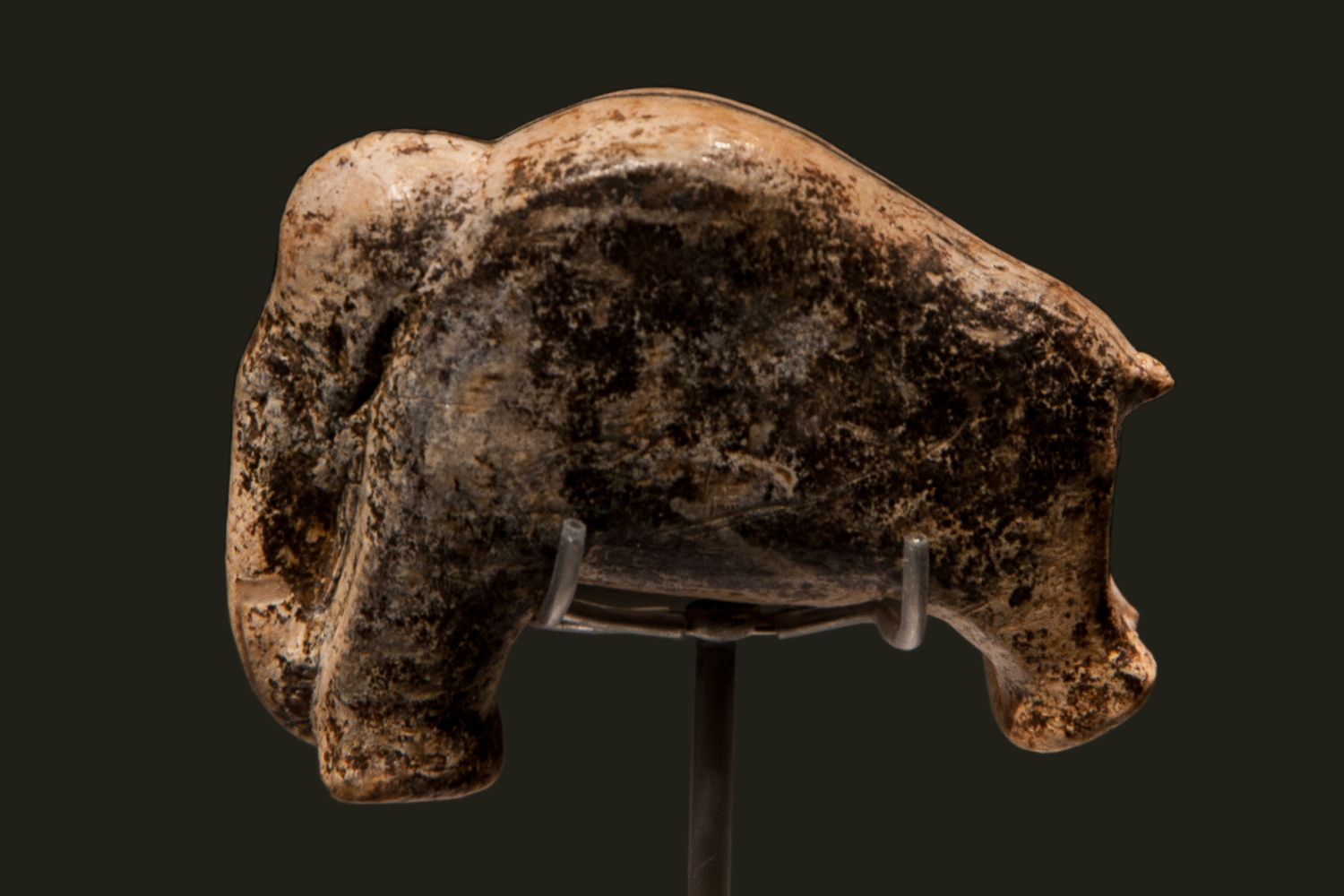
Фигурка мамонта из пещеры Фогельхерд[англ.] (Швабский Альб, Германия)

## Хозяйство
Люди ориньякской культуры жили в условиях холодного климата. Охотились на мамонта, дикую лошадь, северного оленя, шерстистого носорога. В эту эпоху впервые появляются постоянные зимние общинные жилища. Существование их доказано раскопками, произведёнными советскими археологами П. П. Ефименко и С. Н. Замятиным в конце 1920-х и в 1930-х годах.

## Антропологический облик
Ориньякцы на территории современной Франции имели европеоидную (кроманьонскую) внешность. Однако, имеются три находки людей так называемой «негроидной» внешности. Из которых две находки культуры Гримальди являются сомнительными, а костёнковец с Маркиной горы скорее ближе к австрало-веддоидной расе.

## Палеогенетика
У образца GoyetQ116-1 из пещеры Гойе (fr:Grottes de Goyet) в Бельгии (ок. 35 тыс. л. н.) была обнаружена Y-хромосомная гаплогруппа C1a и митохондриальная гаплогруппа M.